# Victory (본드의 노래)
"Victory"는 본드의 데뷔 싱글이다. 음반 Born에 수록되어 있다.
청주방송의 자체프로그램인 길원득의 음악앨범의 오프닝 곡이기도 하다.

## 트랙리스트
1. "Victory" (Mike Batt Mix)
2. "Kismet"
3. "Victory" (Video)